# 221628 Hyatt
221628 Hyatt è un asteroide della fascia principale. Scoperto nel 2006, presenta un'orbita caratterizzata da un semiasse maggiore pari a 3,1339361 UA e da un'eccentricità di 0,2486650, inclinata di 32,46585° rispetto all'eclittica.
L'asteroide è dedicato allo statunitense Hyatt M. Gibbs, professore di ottica all'Università dell'Arizona.